# Аптечная улица (Зеленогорск)
Апте́чная у́лица — улица в городе Зеленогорске Курортного района Санкт-Петербурга. Проходит от Красноармейской улицы до Плодового сада.
Название появилось в послевоенное время.[когда?]

 Где именно находилась аптека, в литературе не уточняется. Первоначально Аптечная улица проходила от Красноармейской улицы до Комсомольской — между домами 17 и 19 по Комсомольской.
20 июля 2010 года участок, примыкающий к Комсомольской улице, был упразднен. При этом он по-прежнему существует пешеходной дорожки, разделяющей сквер «Юность» и Плодовый сад, и внутриквартального проезда.
Сейчас по Аптечной улице нет прямой нумерации, но существует косвенная: в номере дома 4/2 по Красноармейской улице цифра 2 означает адрес по Аптечной.